# ماريسا بتلر
ماريسا بيج بتلر (بالإنجليزية: Marisa Paige Butler)‏ مغنية أمريكية وعارضة أزياء وملكة جمال ولاية مين في الولايات المتحدة عام 2016، حيث مثلتهم مين في مسابقة ملكة جمال الولايات المتحدة الأمريكية 2016 التي أقيمت في لاس فيغاس في نيفادا في 5 يونيو 2016. وفي عام 2018، توجت بجائزة ملكة جمال العالم في أمريكا ومثلت الولايات المتحدة في مُسابقة ملكة جمال العالم 2018 في سانيا بالصين.